# Fusillades de Nantes
Les fusillades de Nantes désignent l'exécution, pendant la Terreur, à Nantes alors dirigée par le représentant en mission Jean-Baptiste Carrier, de plusieurs milliers de prisonniers de tous âges et de toutes conditions, principalement des Vendéens ainsi que des Chouans, Fédéralistes, Modérés et suspects.

## Déroulement des fusillades
L'avantage pour la commission Bignon de siéger à la prison de l'Entrepôt des cafés est double, les prisonniers sont saisis dans leur principal lieu de détention, le plus engorgé aussi, et ensuite, après leur « jugement » sommaire, ils sont menés, avec toute la rapidité requise aux carrières suburbaines de Nantes (carrière de Miséry ou de Gigant, vers Sainte-Anne et Chantenay) où les attend le peloton d'exécution.
Lorsque les condamnés arrivaient dans la carrière (remplie de cadavres au fil des exécutions), on les rangeait en haie puis on les fusillait. Ceux qui avaient survécu aux coups de feu étaient achevés à coups de crosse. Après ces massacres, les cadavres étaient fouillés, dépouillés de leurs affaires et mis dans une fosse.
Les fusillades sont effectuées par les « Hussards américains » ou par des soldats étrangers.

## Le tribunal criminel extraordinaire
Dès le début de la guerre de Vendée, des jugements contre des prisonniers sont rendus à Nantes par le tribunal criminel extraordinaire, chargé également de statuer sur les crimes de droit commun. Divisé en deux sections, il prononce quelques condamnations à mort contre les insurgés, notamment quatre à Guérande par la première section. Plus active, la seconde section présidée par Gandon puis Phelippes-Tronjolly, juge plus de 800 personnes de mars à novembre 1793 ; 14 sont condamnées à mort, dont le chef rebelle Gaudin de La Bérillais, 46 à la déportation, 7 aux fers, 8 à la prison et 503 sont acquittées.

## La commission Pépin-Lenoir
En septembre 1793, la municipalité de la ville, proche des Girondins, est destituée par les représentants en mission Philippeaux, Gillet et Ruelle pour avoir soutenu l'insurrection fédéraliste. Le Comité révolutionnaire de Nantes, contrôlé par les Sans-culottes est établi. Du 19 octobre 1793 au 4 février 1794, la ville est dirigée par le représentant en mission Jean-Baptiste Carrier,.
La répression contre les Vendéens prend davantage d'ampleur. La première commission militaire révolutionnaire de Nantes, la commission Pépin ou Lenoir, est établie le 30 octobre 1793 par Carrier et Francastel pour juger les rebelles détenus dans les prisons de la ville. Outre une expédition à Paimbœuf, du 27 mars au 11 avril, la commission tient ses séances à l'Eperonnière, les Récollets, Le bon Pasteur, le Bouffay et les Saintes-Claires. La commission est active du 5 novembre 1793 au 30 avril 1794, elle juge 800 personnes et en condamne 230 à mort, dont 127 à Nantes et parmi lesquelles le général vendéen La Cathelinière qui est guillotiné le 2 mars. 60 autres accusés sont condamnés aux fers et 46 à la prison, 167 sont renvoyés pour plus amples informations et 321 acquittés. La plupart des condamnés à mort sont fusillés, quelques-uns sont exécutés par la guillotine,.

## La commission Bignon à l'entrepôt des cafés

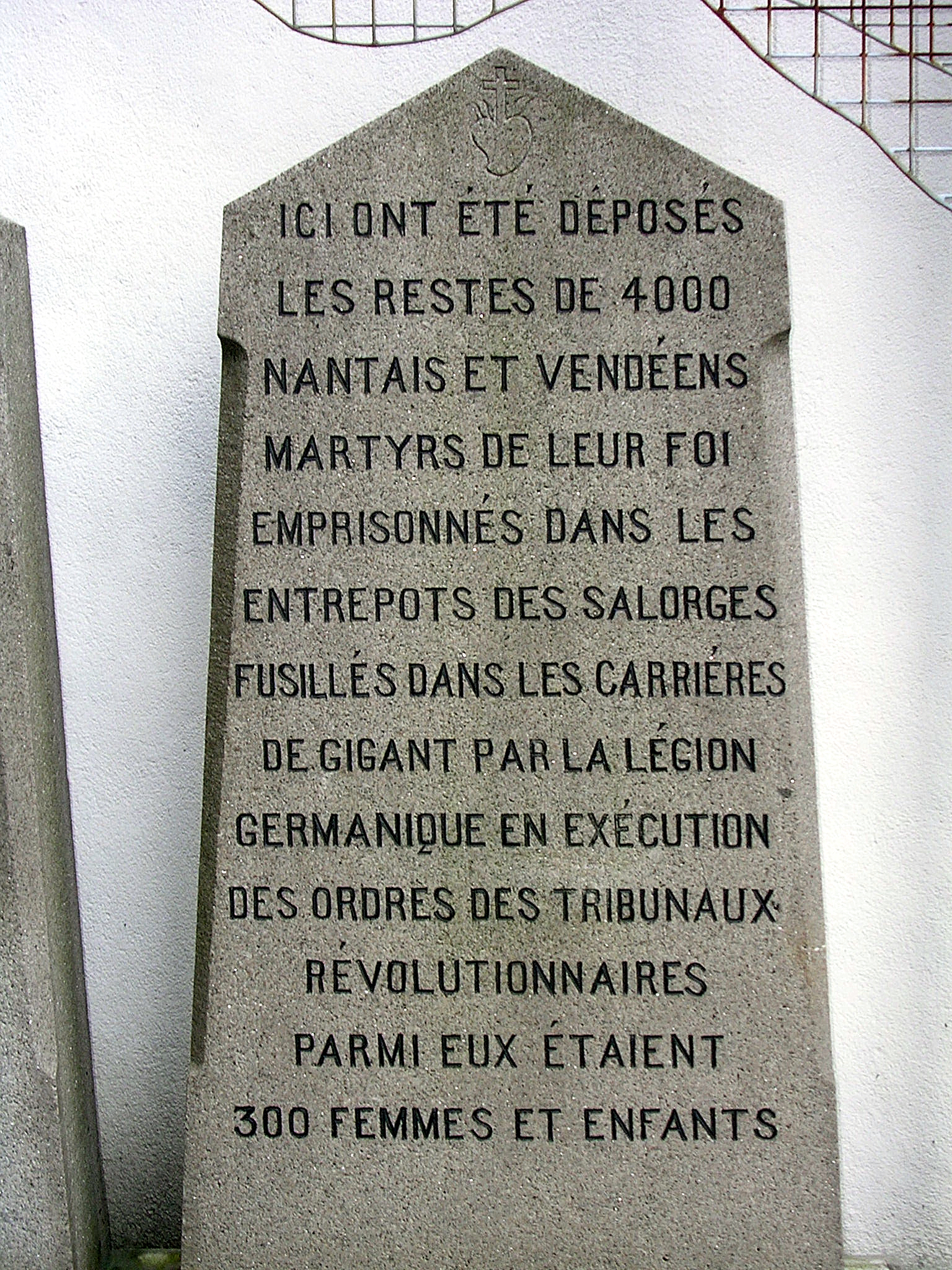
Mémorial situé au 7 rue des Martyrs, à Nantes

Après avoir jugé et fait fusiller les prisonniers vendéens après la bataille du Mans et la bataille de Savenay, la commission militaire Bignon est appelée à Nantes. Elle s'installe à l'Entrepôt des cafés où 8 000 à 9 000 Vendéens, hommes, femmes et enfants, sont enfermés en décembre 1793 et en janvier 1794. La commission y tient ses séances presque chaque jour, de huit heures du matin à dix heures du soir, du 29 décembre 1793 au 20 février 1794. 
- Le 29 décembre, 100 prisonniers condamnés à mort[13].
- Le 30 décembre, 97 prisonniers condamnés à mort[13].
- Le 31 décembre, 120 prisonniers condamnés à mort[13].
- Le 1er janvier, 118 prisonniers condamnés à mort[13].
- Le 2 janvier, 289 prisonniers condamnés à mort[13].
- Le 3 janvier, 99 prisonniers condamnés à mort[13].
- Le 4 janvier, 199 prisonniers condamnés à mort[13].
- Le 5 janvier, 250 prisonniers condamnés à mort[13].
- Le 6 janvier, 202 prisonniers condamnés à mort[13].
- Le 7 janvier, 62 femmes et filles condamnées à mort pour avoir suivi l'armée vendéenne[13].
- Le 8 janvier, 45 femmes et filles condamnées à mort pour avoir suivi l'armée vendéenne. Quelques femmes enceintes obtiennent cependant un sursis[13].
- Pas de séance du 9 au 12 janvier[13].
- Le 13 janvier, un chef vendéen, Jandonnet de Langrenière est condamné à mort[13].
- Pas de séance du 14 au 16 janvier[13].
- Le 17 janvier, 97 prisonniers condamnés à mort[13].
- Le 18 janvier, 57 prisonniers condamnés à mort. Un premier acquittement est prononcé par la commission, Pierre Turpin, 16 ans, est mis en liberté[13].
- Le 19 janvier, 207 prisonniers condamnés à mort. Deux accusés, Joseph Joly et Jacques Camus, sont acquittés[13].
- Le 25 janvier, 26 prisonniers condamnés à mort[13].
- Le 27 janvier, un seul jugement, Jean Barbin, acquitté[13].
- Le 28 janvier, 6 prisonniers condamnés à mort[13].
- Le 10 février, un chef vendéen, Giroud de Marcilly, est condamné à mort[13].
- Le 13 février, la veuve de Marcilly est condamnée à mort, elle obtient un sursis en se déclarant enceinte[13].
- Le 14 février, trois accusés sont acquittés[13].
- Le 15 février, trois accusés sont condamnés à la déportation[13].
- Le 19 février, un noble, Dailly, est condamné à mort[13].
- Pas de séance du 20 février au 31 mars[13].

Du 29 décembre au 26 janvier, la commission Bignon prononce au total 1 978 condamnations à mort contre trois peines de déportation et sept acquittements. Les condamnés sont fusillés dans les carrières de Gigant, principalement par des soldats allemands de la Légion germanique. La commission quitte ensuite l'entrepôt à cause du typhus. Elle effectue encore quelques séances à Nantes, du 27 janvier au 8 mai 1794, elle prononce 53 condamnations à mort, 3 à la déportation et 27 acquittements. Finalement à Nantes, 2 031 condamnations à mort sont prononcées par la commission Bignon, et 127 autres par la commission Pépin-Lenoir.

## Exécutions sans jugements
Si les nombres des condamnations à mort ordonnées par les commissions militaires révolutionnaires sont connues, un certain nombre de prisonniers vendéens sont également exécutés sans jugement. 
Ainsi, le 18 décembre 1793, 279 prisonniers vendéens pris dans les environs d'Ancenis et sur la route de Vannes sont fusillés à Nantes.
Dans les derniers jours de décembre, après la bataille de Savenay, 80 cavaliers vendéens viennent se rendre à Nantes, ils sont fusillés à la prairie de Mauves sur ordre du général Hector Legros. Parmi les victimes on relève la présence d'enfants âgés de 10 à 12 ans, certains furent cependant épargnés.

## Participation des Nantais aux inhumations des condamnés
Peu soucieux d'enfouir les cadavres, les soldats laissaient les lieux d'exécution à l'état de charniers béants. La municipalité finit par s'inquiéter. Le 26 nivôse an II (15 janvier 1794), le conseil général de la Commune invita les Nantais « volontaires » à procéder à l'enfouissement des corps « sous l'inspection des commissaires pris dans le sein de l'infatigable société Vincent-la-Montagne ». La mesure était d'une grande maladresse psychologique. En contraignant les Nantais à participer à ces inhumations de masse, les autorités les mettaient en contact avec la réalité précise de la répression que jusque-là ils avaient laissé faire ou approuvée. Le dégoût de se retrouver fossoyeurs, cette tâche insurmontable à laquelle les citadins se voyaient contraints, détériorèrent le climat politique de la ville. L'arrêté du 26 nivôse an II (15 janvier 1794) fit plus contre Jean-Baptiste Carrier et le Comité révolutionnaire de Nantes que l'écho de toutes les atrocités perpétrées par eux.

## Bilan humain
Au début du mois de juin 1794, le nombre des cadavres déposés dans les carrières de Gigant est de 4 603, dont 1 670 fusillés. Les corps des détenus morts de maladie y sont également portés, notamment ceux de l'Entrepôt des cafés, au nombre d'environ 2 000 et peut-être aussi ceux du Sanitat.
Pour Jacques Hussenet, la Terreur nantaise a causé la mort de 3 200 à 3 800 personnes exécutées par fusillades et décapitations.
Pour Jean-Clément Martin, le bilan des fusillades de Nantes est sans doute de 3 600 morts.
Finalement, en février 1794, seules quelques-unes des 8 000 à 9 000 personnes emprisonnées à l'entrepôt échappent à la mort. Environ 2 000 prisonniers périssent pendant leur détention (typhus, faim, froid) et plusieurs milliers d'autres (entre 1 800 et 4 800) périssent lors des noyades de Nantes. Les fusillés forment la grande majorité des condamnés à mort, cependant on relève également 200 exécutions par la guillotine entre octobre 1793 et janvier 1794. Celles-ci sont ordonnées principalement par le tribunal révolutionnaire de Nantes présidé par François Louis Phelippes-Tronjolly. Du 1er octobre 1793 à fin mai 1794, le tribunal prononce 203 condamnations à mort contre 115 acquittements. 144 de ces exécutions ont lieu rien qu'en novembre et décembre,. Au moins 51 prisonniers sont guillotinés sans jugement sur ordre direct de Carrier à Phelippes-Tronjolly.